# 1991-es magyar vívóbajnokság
Az 1991-es magyar vívóbajnokság a nyolcvanhatodik magyar bajnokság volt. A férfi tőrbajnokságot december 21-én rendezték meg, a férfi párbajtőrbajnokságot december 18-án, a kardbajnokságot december 20-án, a női tőrbajnokságot december 18-án, a női párbajtőrbajnokságot pedig december 20-án, mindet Budapesten, a Nemzeti Sportcsarnokban.

## Eredmények
| Versenyszám          | Arany                              | Arany | Ezüst                     | Ezüst | Bronz                                         | Bronz |
| -------------------- | ---------------------------------- | ----- | ------------------------- | ----- | --------------------------------------------- | ----- |
| Férfi tőrvívás       | Busa István Csepel SC              |       | Vécsey Zoltán Bp. Honvéd  |       | Németh Tamás Csepel SCNémeth Zsolt Csepel SC  |       |
| Férfi párbajtőrvívás | Hegedűs Ferenc BVSC                |       | Fábián László BSE         |       | Kolczonay Ernő Fless VKKovács Iván MTK        |       |
| Férfi kardvívás      | dr. Nébald György Bp. Honvéd       |       | Szabó Bence Újpesti TE    |       | Péntek Gábor Bp. HonvédKöves Csaba Újpesti TE |       |
| Női tőrvívás         | Tóth Mónika BVSC                   |       | Pusztai Ildikó Újpesti TE |       | Jánosi Zsuzsa Bp. HonvédTuschák Katalin MTK   |       |
| Női párbajtőrvívás   | Szalay Gyöngyi Tapolcai Bauxit ISE |       | Eőri Diana MTK            |       | Várkonyi Marina MTKHormay Adrienn MTK         |       |